# Ohene Kennedy
Ohene Kennedy (ur. 28 kwietnia 1973 w Akrze) – ghański piłkarz grający na pozycji napastnika. W reprezentacji Ghany rozegrał 7 meczów.

## Kariera klubowa
Karierę piłkarską Kennedy rozpoczął w klubie Ebusua Dwarfs. W jego barwach zadebiutował w 1992 roku w ghańskiej Premier League. W Ebusua Dwarfs grał do 1993 roku. Następnie wyjechał do Arabii Saudyjskiej i został piłkarzem Al-Nassr z Rijadu. Grał w nim przez 4 lata i w tym okresie dwukrotnie wywalczył mistrzostwo Arabii Saudysjkiej (1994, 1995) i dwukrotnie zdobył Puchar Mistrzów Zatoki Perskiej (1996, 1997).
Latem 1997 Kennedy wyjechał do Turcji i został piłkarzem tamtejszego MKE Ankaragücü. W tureckiej lidze zadebiutował 21 grudnia 1997 w przegranym 0:3 wyjazdowym spotkaniu z Altay SK. Zawodnikiem Ankaragücü był przez 5 lat i grał w nim w podstawowym składzie. W 2002 roku odszedł do Adanasporu. Karierę kończył w 2004 roku jako piłkarz Dhanmondi Dakka z Bangladeszu.

## Kariera reprezentacyjna
W reprezentacji Ghany Kennedy zadebiutował w 1994 roku. W 1996 roku wystąpił na Igrzyskach Olimpijskich w Atlancie. W 2000 roku był powołany do kadry na Puchar Narodów Afryki 2000. Na tym turnieju rozegrał jeden mecz, ćwierćfinałowy z Republiką Południowej Afryki (0:1). W kadrze narodowej od 1994 do 2000 roku rozegrał 7 meczów.